# Lego Digital Designer
LEGO Digital Designer o también conocido como LDD fue un software desarrollado por The Lego Group, disponible para Mac y Windows.
Permitía diseñar a través del PC cualquier construcción de LEGO. Contaba con un número ilimitado de piezas de todo tipo, y la mayoría estaban disponibles en varios colores. Su interfaz era muy fácil de usar. Incluía temas de series de productos como Mindstorms o Creator. Ofrecio diseños predeterminados sin acabar (para que lo haga el usuario).
Permitía guardar los diseños en el formato .lxf.
El programa también ofrecía la opción de generar guías de construcción, de modo que se podía generar instrucciones automáticamente de como construir paso a paso las creaciones, incluso con la opción de guardarlas en formato HTML. También nos indicaba cuanto costaría crear la construcción en la realidad. Podiamos guardar nuestras creaciones y compartirlas, enviarlas a la página oficial de LEGO y también permite visualizar y descargar las creaciones de otras personas que las hayan subido previamente
La aplicación pesaba 1 GB aproximadamente.
La última versión extendida incluía piezas de Lego Mindstorms, The Lego Movie, Lego Minifigures, Lego Teenage Mutant Ninja Turtles, Lego Cars 2, Lego Ferrari (Promoción de Shell para viajar a Legolandia), Lego Star Wars, Lego Mixels, Lego Chima, Lego Spongebob Squarepants, Lego DC Super Heroes/Lego Batman, Lego Marvel Super Heroes, Lego Minecraft (Nota: Las piezas en este tema aparecieron en temas anteriores que también son de Lego, y además que este tema fue lanzado en el cumpleaños de Notch), Lego Galaxy Squad, Lego Bionicle, Lego Hero Factory, Lego Dino, etc.
Para 2022, Lego retiró el software y este dejó de ser compatible, por lo que no se puede garantizar que sea funcional para los sistemas de WINDOWS y MAC. En su reemplazo Lego recomienda descargar la aplicación de BrickLink Studio

## Requerimientos mínimos
MAC

- Versión: OSX 10.10 o superior

- Procesador: Intel

- Tarjeta gráfica: NVIDIA GeForce 5200 / ATI Radeon 7500 o superior

- Memoria RAM: 1 GB

- Espacio en disco duro: 1 GB

Windows

- Versión: XP, Vista, 7, 8 o 10

- Procesador: 1 GHz o superior

- Tarjeta gráfica: 128 MB compatible con OpelnGl 1.1 o superior

- Memoria RAM: 1 GB

- Espacio en disco duro: 1 GB